# Falklands Maritime Heritage Trust
Falklands Maritime Heritage Trust (FMHT) là một tổ chức từ thiện ở Anh và Wales, có trụ sở tại Luân Đôn. Được dẫn dắt bởi một nhóm người được ủy thác, mục tiêu của FMHT là giáo dục người dân Đảo Falkland về lịch sử hàng hải.

## Thành lập
FMHT được thành lập vào ngày 6 tháng 10 năm 2014 để giáo dục công chúng ở Quần đảo Falkland và các vùng biển lân cận về lịch sử hàng hải. Tổ chức đã được đăng ký với Ủy ban từ thiện cho Anh và xứ Wales vào ngày 18 tháng 11 năm 2014.

## Ủy thác
FMHT được điều hành bởi một nhóm người được ủy thác, đóng vai trò giám đốc của tổ chức từ thiện. Những người được ủy thác sáng lập khi tổ chức từ thiện được thành lập là David Ainslie, Mensun Bound, William Featherstone và Donald Lamont. Ngoài ra, Alan Huckle được bổ nhiệm làm người ủy thác vào ngày 8 tháng 1 năm 2015, nhưng đã từ chức vào ngày 31 tháng 12 năm 2018.

## Hoạt động
FMHT đã quyên góp 50.000 bảng Anh để quay cuộc tìm kiếm con tàu Blue Jacket vì việc tham gia vào cuộc tìm kiếm là điều không thể.
Tổ chức từ thiện đã hỗ trợ tìm kiếm các tàu chiến của Đức bị mất tích trong trận chiến quần đảo Falkland. Cuộc tìm kiếm bắt đầu vào tháng 12 năm 2014 nhưng không thành công, và được tiếp tục 5 năm sau đó. Vào ngày 11 tháng 4 năm 2019, theo hợp đồng với Ocean Infinity và sử dụng tàu Seabed Constructor, một nhóm, do Mensun Bound dẫn đầu, đã đặt SMS Scharnhorst. Cuộc tìm kiếm được quay theo hợp đồng với TVT Productions và bộ phim có tựa đề "Những con tàu bị mất". Buổi ra mắt được tổ chức vào ngày 4 tháng 12 năm 2019, sau đó đã được bán cho Smithsonian Channel.
Trust đã quyên góp 2.000 bảng Anh cho SS Great Britain để hỗ trợ lễ kỷ niệm con tàu trở về từ Quần đảo Falkland.
FMHT đã quản lý một cuộc thám hiểm đến Biển Weddell bằng cách sử dụng thiết bị mới trên tàu S. A. Agulhas II để xác định vị trí và quay phim xác tàu Endurance, phát hiện vào ngày 5 tháng 3 năm 2022 trong tình trạng tốt.